# 石田龍次郎
石田 龍次郎（いしだ りゅうじろう、1904年1月4日 - 1979年1月11日）は、日本の地理学者。一橋大学名誉教授。日本地理学会会長（1966-67）。

## 略歴
石川県能美郡小松町（現・小松市）で酒類販売商を営む麦谷家の六男として生まれる。14歳で尋常高等小学校の高等科を修了し、石川県立小松中学校に入学する。1921年第四高等学校理科甲類に入学し、1924年に卒業。1927年、東京帝国大学理学部地理学科卒業。在学中は山崎直方、辻村太郎、多田文男等の指導を受ける。同年4月、石田姓を継いで石田龍次郎と改姓。同年東京商科大学予科講師に就任。同専門部講師、予科教授を経て、1949年一橋大学社会学部教授。1967年、定年退官、名誉教授。
1925年に日本地理学会が創立され、その機関誌『地理学評論』が創刊されると編集担当となり、書評・学界雑誌・論説などを寄稿した。晩年は日本地理学史を研究した。ゼミの教え子に澤田浩日本製粉会長、宮川公男一橋大学名誉教授などがいる。

## 著書
- 『資源経済地理 食糧部門』中興館 1941
- 『資源経済地理 原料部門』中興館 1942
- 『きもの その人文地理』矢島書店 1948
- 『食料の東西 経済地理』矢島書房 1948
- 『人文地理研究法入門』古今書院 1952
- 『地理学円卓会談 研究法入門第二』実業之日本社 1954
- 『地理学の社会化 続・地理学円卓会談』古今書院 1958
- 『虚像のニッポン 外国教科書の日本理解』日本評論新社 1963
- 『世界の国ぐに』偕成社 1964 目で見る児童百科
- 『世界の地理 世界の自然と生活 小学生百科』偕成社 1968
- 『日本における近代地理学の成立』竹内啓一編 大明堂 1984

## 共編著
- 『文化地理学講義草稿』編著 中興館 1938
- 『資源経済地理 地図と統計』藤井英夫共著 成美堂書店 1943
- 『新しい日本と世界 地理・経済・社会』全6巻（編）毎日新聞社、1948-1950
- 『社会科人文地図帳』編 毎日新聞社 1951
- 『世界地理大系』全7巻 渡辺光共編 河出書房 1951-1952
- 『自然と人生』編 毎日新聞社 1952 毎日ライブラリー
- 『世界の地理』全4巻 （編）毎日新聞社、1952-1953
- 『現代地理講座』全7巻 多田文男共編 河出書房 1956-1957
- 『旅窓全書 産業・史跡・観光』全3巻 和歌森太郎共編 修道社 1960-1961
- 『少年少女学習百科全集 6 世界の国々』中野尊正共著 講談社 1963
- 『地理学研究のための文献と解題』編著 古今書院 1969